# Циммерман, Альберт Карл Генрих
Альберт Карл Генрих Циммерман (1828 — 17 (29) сентября 1880) — немецкий актёр.
Ещё ребёнком разъезжал по Германии со странствующей труппой актёров. В 1859—1861 гг. играл в Риге; в 1863 г. был приглашён на петербургскую сцену, где вскоре стал любимцем публики и имел большой успех, особенно в пьесах: «Eine nette Person», «Ein Engel», «Robert und Bertram».